# Al·lometria

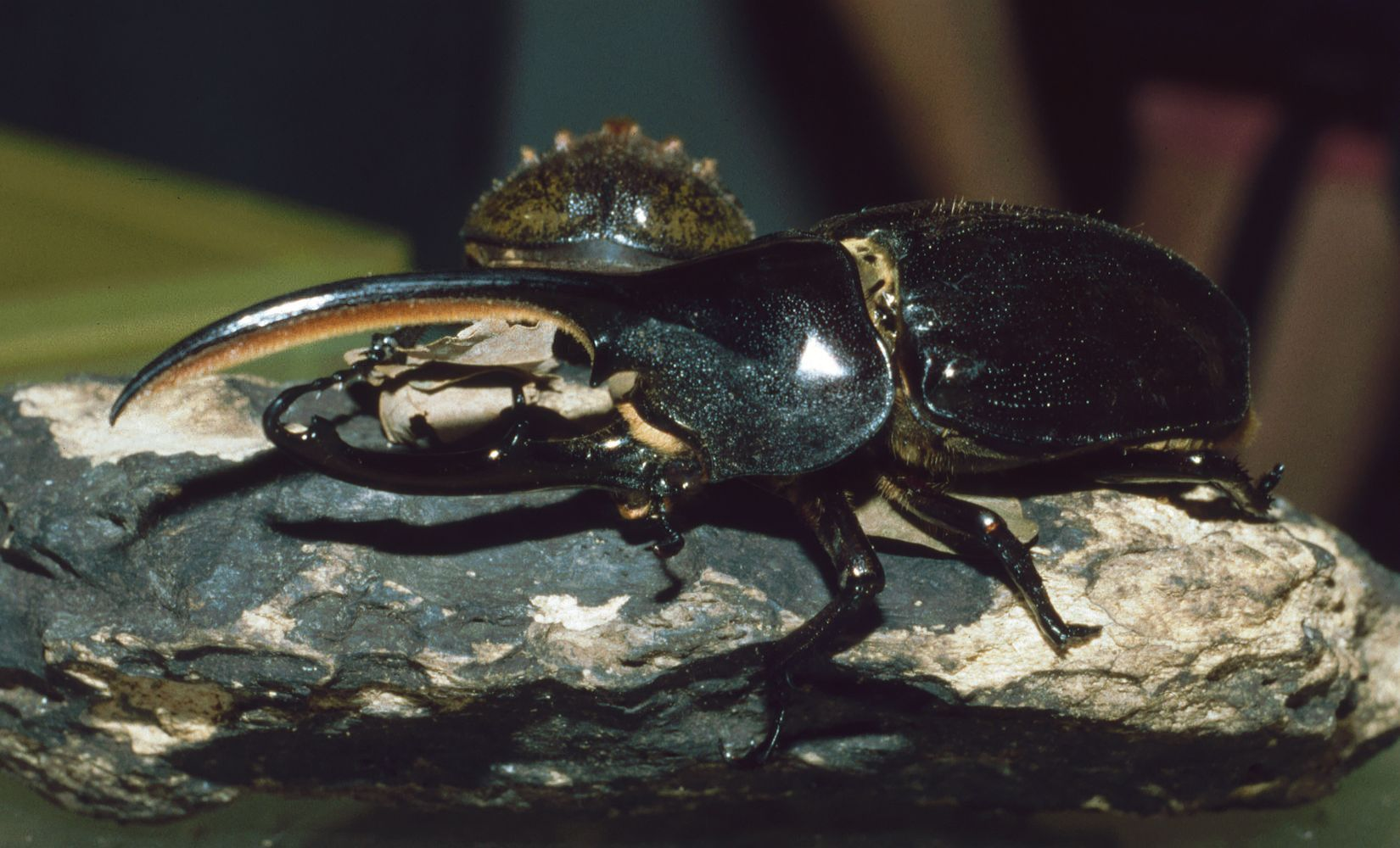
L'escarabat hèrcules és un exemple d'al·lometria: l'increment de la mida total del cos està relacionat amb la mida exagerada dels apèndixs.

En biologia, l'al·lometria es refereix als canvis en la mida relativa de les parts corporals corelacionats amb els canvis en la mida total. El terme "al·lometria" fou encunyat per Julian Huxley i Georges Teissier el 1936.

## Conceptes d'al·lometria
Stephen Jay Gould (1966) distingeix quatre conceptes d'al·lometria: l'ontogenètic, el filogenètic, l'intraespecífic i l'interespecífic.
1. L'al·lometria ontogenètica es refereix al creixement relatiu en els individus;
2. L'al·lometria filogenètica es refereix a la taxa de creixement diferencial en els llinatges;
3. L'al·lometria intraespecífica es refereix als individus adults d'una espècie o població local;
4. L'al·lometria interespecífica es refereix al mateix fenomen entre espècies relacionades.

Les relacions al·lomètriques són de la forma:
{\displaystyle Y=a\cdot x^{b}\longmapsto \log(Y)=\log(a)+b\cdot \log(x)}
On b és el pendent de la recta (>1: al·lometria positiva, <1: al·lometria negativa).
1. Relació entre metabolismo estàndard i massa corporal:

{\displaystyle R=alfa\cdot W^{0,75}}
És a dir, el ritme metabòlic R augmenta amb la massa corporal W.

## Mida i abundància
La mida individual és molt important en l'estudi de la distribució dels organismes en les comunitats.
Odum (1980) estudià la generalització ecològica en relació amb estructures de mida de les comunitats.
- Prengué com a base el creixement logarítmic en l'eficiència ecològica existent en els compartiments tròfics, així com la relació entre metabolisme i mida individual.
- Planteja la seva hipòtesi que l'acumulació de biomassa en productors primaris disminueix en ecosistemes terrestres, mentre que en ecosistemes aquàtics existeix un repartiment de biomassa entre la comunitat (una distribució contínua de mides).

## Normalització
Estudi dels ecosistemes per escales de mida. Es pot arribar a estudiar l'ecosistema en funció de les diferents mides. Aquest ajustament es fa a partir d'octaves. Hi ha una relació anomèrica negativa entre la biomassa i la mida corporal (repartiment energètic en funció dels organismes d'aquest ecosistema).